# Acanthodelta partita
Acanthodelta partita är en fjärilsart som beskrevs av Walker 1873. Acanthodelta partita ingår i släktet Acanthodelta och familjen nattflyn. Inga underarter finns listade i Catalogue of Life.